# نوربرت شوير

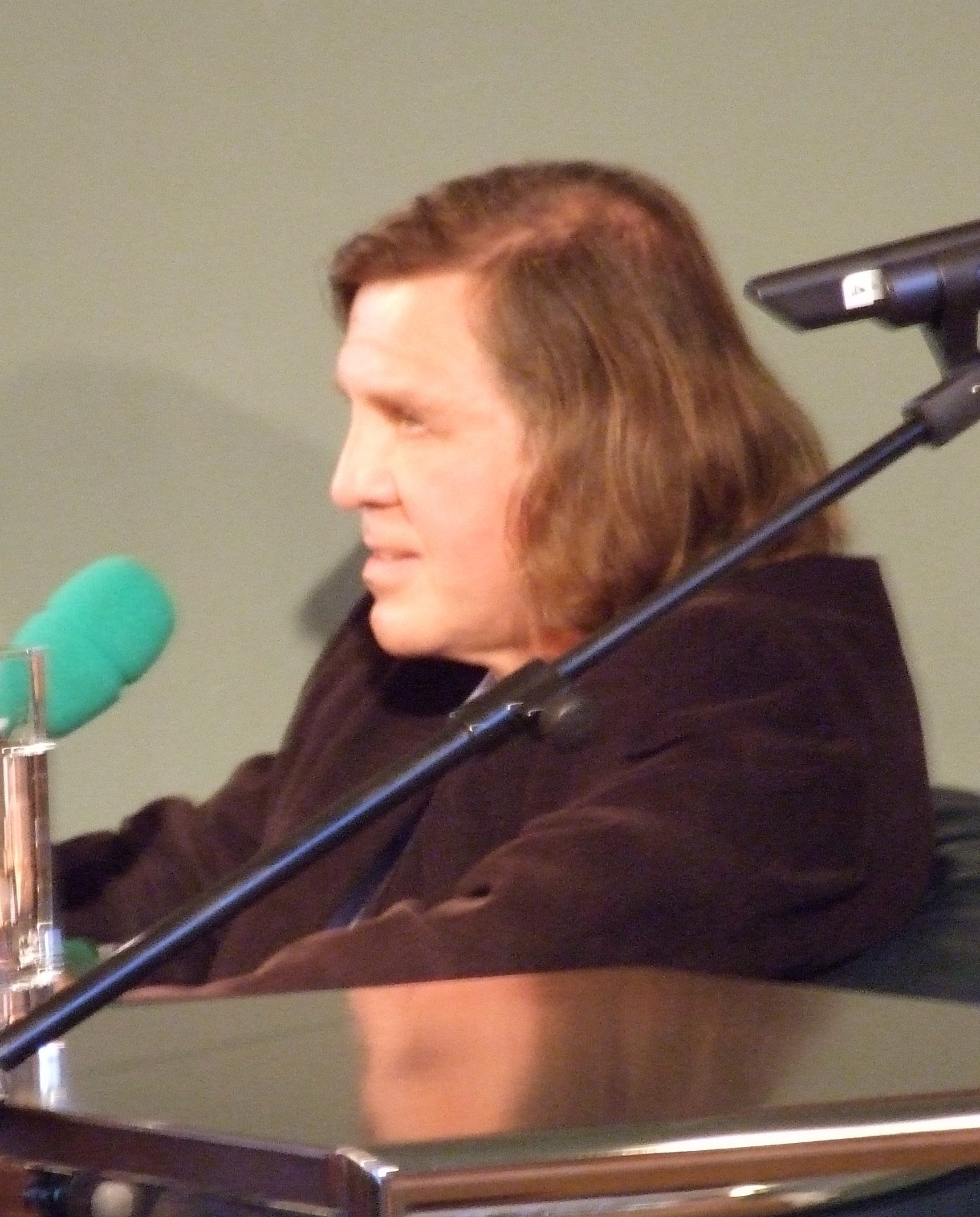
نوربرت شوير

نوربرت شوير (بالألمانية:Norbert Scheuer) (ولد في 16 ديسمبر 1951 في بروم) هو أديب ألماني.

## حياته
درس علم الإلكترونيات والتكنولوجيا الفيزيائية. كما درس الفلسفة في جامعة دوسلدورف، وحصل على درجة الماجستير برسالة عن كانت. ويعمل حاليا مبرمج نظام في شركة Telekom. نشر شوير أشعاره وقصصه الموجزة في أنتولوجيات مثل «أفضل القصاص الألمان» من تحرير هوربرت فينكلس، وفي المجلة الأدبية أكتسينته Akzente، وتتناول كتاباته موضوعات من مسقط رأسه منطقة الآيفل Eifel وناسها.

## من أعماله
- صدى من الجميع (قصائد 1997)
- جامع الحجارة (رواية 1999)
- نزولا في النهر (رواية 2002)
- كال، آيفل (قصص 2005)

## جوائز حصل عليها
- منحة دراسية من ولاية نوردراين فيستفالن 1986
- الجائزة الثقافية من دائرة أويسكيرشن 1993
- الجائزة الأدبية من كوبلينتس 2000
- الجائزة الأدبية من آيفل 2001
- جائزة مارتا زالفيلد التشجيعية 2003
- جائزة جيورج جلازر 2006

## روابط خارجية
- نوربرت شوير على موقع مونزينجر (الألمانية)